# Svenskt Tenn
 (février 2022).
La mise en forme du texte ne suit pas les recommandations de Wikipédia : il faut le « wikifier ».
Les points d'amélioration suivants sont les cas les plus fréquents. Le détail des points à revoir est peut-être précisé sur la page de discussion.
- Les titres sont pré-formatés par le logiciel. Ils ne sont ni en capitales, ni en gras.
- Le texte ne doit pas être écrit en capitales (les noms de famille non plus), ni en gras, ni en italique, ni en « petit »…
- Le gras n'est utilisé que pour surligner le titre de l'article dans l'introduction, une seule fois.
- L'italique est rarement utilisé : mots en langue étrangère, titres d'œuvres, noms de bateaux, etc.
- Les citations ne sont pas en italique mais en corps de texte normal. Elles sont entourées par des guillemets français : « et ».
- Les listes à puces sont à éviter, des paragraphes rédigés étant largement préférés. Les tableaux sont à réserver à la présentation de données structurées (résultats, etc.).
- Les appels de note de bas de page (petits chiffres en exposant, introduits par l'outil «  Source ») sont à placer entre la fin de phrase et le point final[comme ça].
- Les liens internes (vers d'autres articles de Wikipédia) sont à choisir avec parcimonie. Créez des liens vers des articles approfondissant le sujet. Les termes génériques sans rapport avec le sujet sont à éviter, ainsi que les répétitions de liens vers un même terme.
- Les liens externes sont à placer uniquement dans une section « Liens externes », à la fin de l'article. Ces liens sont à choisir avec parcimonie suivant les règles définies. Si un lien sert de source à l'article, son insertion dans le texte est à faire par les notes de bas de page.
- La présentation des références doit suivre les conventions bibliographiques. Il est recommandé d'utiliser les modèles {{Ouvrage}}, {{Chapitre}}, {{Article}}, {{Lien web}} et/ou {{Bibliographie}}. Le mode d'édition visuel peut mettre en forme automatiquement les références.
- Insérer une infobox (cadre d'informations à droite) n'est pas obligatoire pour parachever la mise en page.

Pour une aide détaillée, merci de consulter Aide:Wikification.
Si vous pensez que ces points ont été résolus, vous pouvez retirer ce bandeau et améliorer la mise en forme d'un autre article.
Svenskt Tenn est une entreprise de design d'intérieur avec une boutique, un studio de design d'intérieur et un salon de thé sur Strandvägen à Stockholm ainsi qu'une boutique en ligne. La société est fondée en 1924 par Estrid Ericson qui était une professeure de dessin et une artiste venant de Hjo. Svenskt Tenn ne vendait à l'origine que des objets en étain, mais en 1930, la gamme a été élargie pour inclure également un département de design d'intérieur. L'entreprise est un fournisseur de la cour royale depuis 1928 et appartient à la Fondation Kjell et Märta Beijer, qui promeut la recherche scientifique et la culture.

## Histoire

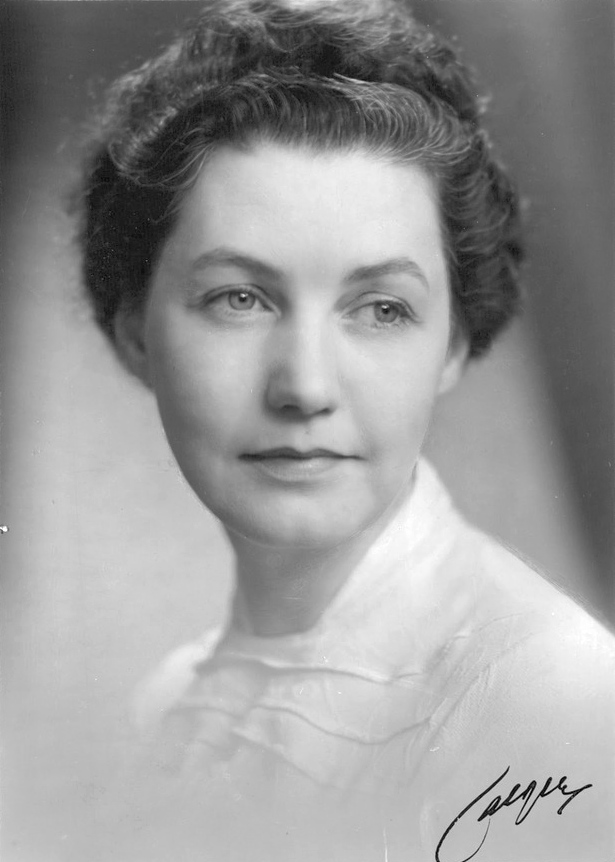
Estrid-Erikson, fondatrice de Svenskt Tenn.

### 1924–1999
En octobre 1924, Estrid Ericson (en), trente ans, ouvre le magasin Svenskt tenn sur Smålandsgatan à Stockholm, avec l'aide de l'héritage de son père. En collaboration avec l'artiste Nils Fougstedt, Ericson produit et vend des œuvres en étain.
L'entreprise s'impose rapidement comme un nom incontournable. En 1925, ils remportent une médaille d'or à Paris à l' Exposition des Arts Décoratifs et Industriels. Ils rencontrent ensuite un grand succès dans le cadre d'une exposition sur le design suédois au Metropolitan Museum of Art de New York. L'exposition est ensuite présentée à Chicago et à Detroit.
Le magasin de Svenskt Tenn se déplace en 1927 dans des locaux plus grands dans le quartier de Bodarne sur Strandvägen, où il se trouve toujours aujourd'hui.
En 1934, Josef Frank rejoint l'entreprise. Il devient l'un des plus grands designers de Svenskt Tenn. Les autres figures du design de l'entreprise sont Anna Petrus, Björn Trägårdh, Robert Hult et Uno Åhrén. Au fil du temps, le duo de designers gagne des clients bien connus, dont Sigvard Bernadotte en 1932 qui commande un nouvel intérieur pour sa chambre. Dans le même esprit, Ericson et Frank décorent la maison de la conservatrice Anne Hedmark à Millesgården. Après la mort de Josef Frank en 1967, Estrid Ericson continue à diriger Svenskt Tenn jusqu'en 1975, date à laquelle elle vend l'entreprise à la Fondation Kjell et Märta Beijer.
En 1979, Ann Wall prend la tête de l'entreprise. Elle transforme alors Svenskt Tenn en une entreprise à but lucratif en modernisant la gamme, l'organisation et l'administration ainsi que le marketing. Pour cela, des designers contemporains et des écoles d'art et de design sont sélectionnés pour des collaborations.

### 1999 et après
Après la démission d'Ann Wall en tant que PDG, la Fondation Beijer crée un prix de design en son nom, basé sur la nouvelle idée commerciale « de perpétuer l'esprit d'Estrid Ericson et Josef Frank d'une manière moderne ». Dans ce contexte, la fondation achète également la villa « Carlsten » de Josef Frank à Falsterbo, où il avait conçu et construit plusieurs maisons d'été qui existent encore aujourd'hui. En 2001, Yvonne Sörensen reprend la direction.
Selon Svenskt Tenn, 80% de leur gamme se compose de produits de leur propre conception. Josef Frank laisse derrière lui 2 000 dessins de meubles et plus de 160 modèles de textiles.
En 2009, le prince Carl Philip fait ses débuts avec une collection de couverts en argent. L'année suivante, le prince présente sa participation à la création d'un pare-étincelles.
L'influence de Josef Frank est toujours d'actualité aujourd'hui. Marc Newson, le designer d'Apple, en est un admirateur célèbre Les créations de Frank se trouvent dans les ambassades de Suède, notamment à Alger et au consulat général à New York,,.
Ces dernières années, l'héritage créatif de Josef Frank et Estrid Ericson a été exposé au Sven-Harry's Art Museum de Stockholm en 2014, au MAK de Vienne en 2015, au Fashion and Textile Museum de Londres en 2017 et au Didrichsen's Musée d'art à Helsinki 2018.
En 2014, Svenskt Tenn crée une bourse de design qui est décernée chaque année à un étudiant diplômé de la ligne de design du collège de design de Beckman.

## Sens et héritage
Lors des ventes aux enchères, les créations de Josef Frank et Estrid Ericson atteignent les meilleurs prix. Leurs créations et leurs meubles font désormais partie des collections du Musée national et du MoMa,.
Estrid Ericson appréciait et soutenait l'artisanat suédois et s'inspirait du représentant britannique des Arts & Crafts, William Morris. Aujourd'hui, une grande partie des meubles de Frank sont fabriqués dans la même menuiserie du Småland et du Sörmland qui les fournit depuis le milieu du XXe siècle. Les tissus sont en 100 % coton ou lin. Dans l'ouest du Götaland, les produits en étain, y compris les figurines de lion, sont fabriqués par Anna Petrus.